# Kleine grottenkakkerlak
De kleine grottenkakkerlak (Blaberus atropos) is een insect uit de orde kakkerlakken (Blattodea).
Het is een grote, gevleugelde soort die oorspronkelijk afkomstig is uit Zuid-Amerika. De soort is moeilijk te onderscheiden van een aantal andere soorten, zoals de doodshoofdkakkerlak (B. craniifer) en B. discoidalis, waarmee hij ook makkelijk gekruist kan worden. De nimfen zijn al helemaal niet uit elkaar te houden. De kakkerlak wordt in terraria gehouden als voedseldier of huisdier.

## Uiterlijk
De kleine grottenkakkerlak wordt inclusief vleugels zo'n 5,5 tot 7 centimeter lang, kleiner dan de reuzengrottenkakkerlak (Blaberus giganteus). Nimfen zijn donkerbruin met een lichte tekening. Meso- en metanotum hebben lateraal een flapje dat bij iedere vervelling wat groter wordt tot er bij de laatste vervelling twee paar grote vliezige, doorschijnende vleugels uit tevoorschijn komen. Op het pronotum is een donkere vlek te zien met twee lichtere plekken erin, net als bij de doodshoofdkakkerlak. De vleugels vertonen anders dan deze echter een dwarse bruine band. De poten zijn sterk en grof gestekeld. De kop is zoals bij de meeste kakkerlakken van boven geheel verborgen onder het pronotum en is met de monddelen schuin naar achteren gericht. De doodshoofdkakkerlak is wat kleiner (40-55 mm) en heeft veel donkerder vleugels. Blaberus discoidalis is nog kleiner (35-45 mm) en heeft gelijkmatig geelbruine doorzichtige vleugels.

## Gedrag
Ze kunnen vrij hard lopen, maar volwassenen vliegen eigenlijk nooit ondanks de vleugels. Ze kunnen niet tegen gladde glazen wanden opklimmen. Dit maakt ze tot een soort die vrij gemakkelijk ook als huisdier kan worden gehouden in een terrarium. Ze kunnen overigens zonder gevaar worden opgepakt maar wriemelen dan wel hevig. Als ze echter niet verontrust zijn, lopen ze bedachtzaam, de antennes in voortdurende rusteloze beweging. Het grootste deel van de dag zullen ze dekking zoeken onder materiaal dat daarvoor in het terrarium kan worden geplaatst. Ze verzorgen hun antennes goed, deze worden geregeld langzaam door de monddelen getrokken, van basis naar punt. Ook de poten worden geregeld gepoetst, en de ondervleugels worden af en toe opgeschud. Zandkorrels die op de dekvleugels zitten gekleefd blijven echter meestal vele uren zitten. Bij nadering van een andere kakkerlak gaan ze vaak frontaal tegenover elkaar staan, hoog op de poten, waarbij de antennes wederzijds in hevige beweging zijn en elkaar aftasten.

## Voortplanting en groei
Eieren worden gelegd in pakketten van ca 40 eieren, die eruitzien als harde droge gelige staafjes, waarin de eieren in twee dwarse parallelle rijen aan elkaar zijn gekit. Een ei is ongeveer 3-4 mm lang en 1-1,5 mm dik. De uit het ei kruipende nimfen zijn na een zestal vervellingen volwassen. De ontwikkelingssnelheid is sterk afhankelijk van de temperatuur. De nimfen vervellen vaak vroeg in de avond net na het donker worden en zijn dan aanvankelijk spierwit, maar de volgende morgen al niet meer te onderscheiden van hun soortgenoten, behalve dat ze sterker glanzen, en wat korter en breder lijken te zijn geworden. Naarmate ze na de vervelling weer dikker worden schuiven de geledingen van het achterlijf als een telescoop uit elkaar, waardoor ze langer worden, en wordt het aanvankelijk zeer platte lijf ook weer wat dieper. De oude huid wordt meestal geheel of gedeeltelijk opgegeten.